# Philip Meadows (1626–1718)
Philip Meadows, född den 4 januari 1626 i Suffolk, död den 16 september 1718, var en engelsk diplomat. Han var far till Philip Meadows samt farfar till Sidney Meadows och Charles Pierrepont, 1:e earl Manvers.
Meadows utnämndes 1653 till Miltons biträde som "latinsk sekreterare" i engelska statsrådet och utförde mars–november 1656 en beskickning till Lissabon rörande ratifikation av ett engelsk-portugisiskt fördrag. I februari 1657 beslöts att sända Meadows som engelskt sändebud till Danmark med särskild uppgift att medla fred mellan Fredrik III och Karl X Gustav. Han ankom dit i september, försedd med instruktioner av Cromwell att söka få slut på det för Englands Östersjöhandel och tillförseln av timmer och skeppsförnödenheter skadliga kriget, som dessutom avledde Karl Gustav från Cromwells önskemål, de romersk-katolska makternas bekämpande. Då Karl Gustav 1658 övergått till Fyn med sin här, sände Meadows (i brev av 3 februari) honom till mötes underrättelse om Fredrik III:s benägenhet för fredsunderhandlingar och omedelbart stillestånd, och han mötte den 11 februari Karl Gustav vid Vordingborg på Själland, varefter han och franska sändebudet Terlon samma dag förde de svenska och danska fredsunderhandlarna tillsammans. Meadows och Terlon biträdde därpå som medlare vid de underhandlingar, som ledde till preliminärfreden i Taastrup (18 februari) och det definitiva fredsslutet i Roskilde (26 februari). Vid ett besök hos Karl Gustav i Ringsted efter freden förärade han denne ett svärd, som kungen sade sig vilja bruka mot huset Österrike. Meadows lämnade Köpenhamn i maj samma år, belönad med engelskt adelskap för sitt medlingsvärv, blev kort därefter Englands sändebud hos Karl Gustav, men förmådde hos denne inte uträtta någonting för sin älsklingstanke, ett svenskt-danskt-engelskt förbund, helst i samförstånd med Brandenburg, mot Österrike och Spanien. Under andra danska kriget följde Meadows Karl Gustav till juli 1659, då han missnöjd återvände hem efter ankomsten av tre nya sändebud från engelska parlamentet. Vid restaurationen 1660 blev hans ställning osäker, och han levde tillbakadraget, men kom ånyo i gunst vid 1688 års revolution, blev 1696 medlem av handelsrådet (council of trade) samt 1708 commissioner of trade. Meadows utgav 1677 den historiskt värdefulla skriften A narrative of the principal actions occurring in the wars betwixt Sweden and Denmark before and after the Roschild treaty och 1689 det folkrättsliga arbetet Observations concerning the dominion and sovereignty of the seas.